# لعوادين (أولاد ستوت)
لعوادين هي إحدى مشيخات المملكة المغربية، تتبع جغرافيا لإقليم الناظور وإداريًا لأولاد ستوت. يقدر عدد سكانها بـ 11770 نسمة حسب الإحصاء الرسمي للسكان والسكنى لسنة 2004.